# Paracyathus molokensis
Paracyathus molokensis is een rifkoralensoort uit de familie van de Caryophylliidae. De wetenschappelijke naam van de soort is voor het eerst geldig gepubliceerd in 1907 door Vaughan.